# Liste der Biografien/Blaz
Liste der Biografien |
Portal Biografien |
Personensuche
# |
A |
B |
C |
D |
E |
F |
G |
H |
I |
J |
K |
L |
M |
N |
O |
P |
Q |
R |
S |
T |
U |
V |
W |
X |
Y |
Z |
?
 
Ba |
Be |
Bd |
Bg |
Bh |
Bi |
Bj |
Bl |
Bm |
Bn |
Bo |
Br |
Bs |
Bu |
Bw |
By |
Bz
 
Bla |
Ble |
Bli |
Blj |
Blk |
Bll |
Blo |
Blu |
Bly
 
Blaa |
Blab |
Blac |
Blad |
Blae |
Blaf |
Blag |
Blah |
Blai |
Blaj |
Blak |
Blal |
Blam |
Blan |
Blaq |
Blar |
Blas |
Blat |
Blau |
Blav |
Blaw |
Blax |
Blay |
Blaz
Die Liste der Biografien führt alle Personen auf, die in der deutschsprachigen Wikipedia einen Artikel haben. Dieses ist eine Teilliste mit 59 Einträgen von Personen, deren Namen mit den Buchstaben „Blaz“ beginnt.

## Blaz
- Blaz, Vicente T. (1928–2014), US-amerikanischer Politiker und General

### Blaza
- Blazan, Toni (* 1992), österreichischer Basketballspieler

### Blaze
- Blaze de Bury, Henri (1813–1888), französischer Autor, Dichter sowie Literatur-, Kunst- und Musikkritiker
- Blaze de Bury, Marie Pauline Rose (1813–1894), französische und englische Schriftstellerin
- Blaze, Anita (* 1991), französische Florettfechterin
- Blaze, Robin (* 1971), englischer Opernsänger (Countertenor)
- Blaze, Roxanne (* 1974), US-amerikanische, ehemalige Pornodarstellerin
- Błażej, Henryk (* 1952), polnischer Flötist
- Blazejewski, Carl Ferdinand (1862–1900), deutscher Pfarrer und Gründer einer Diakonieeinrichtung
- Blazejewski, Carmen (* 1954), deutsche Filmschaffende und Schriftstellerin
- Blazejewski, Lorris Andre (* 1986), deutscher Schauspieler, Sänger, Rapper und FilmproduzentLorris Andre Blazejewski (* 1986)

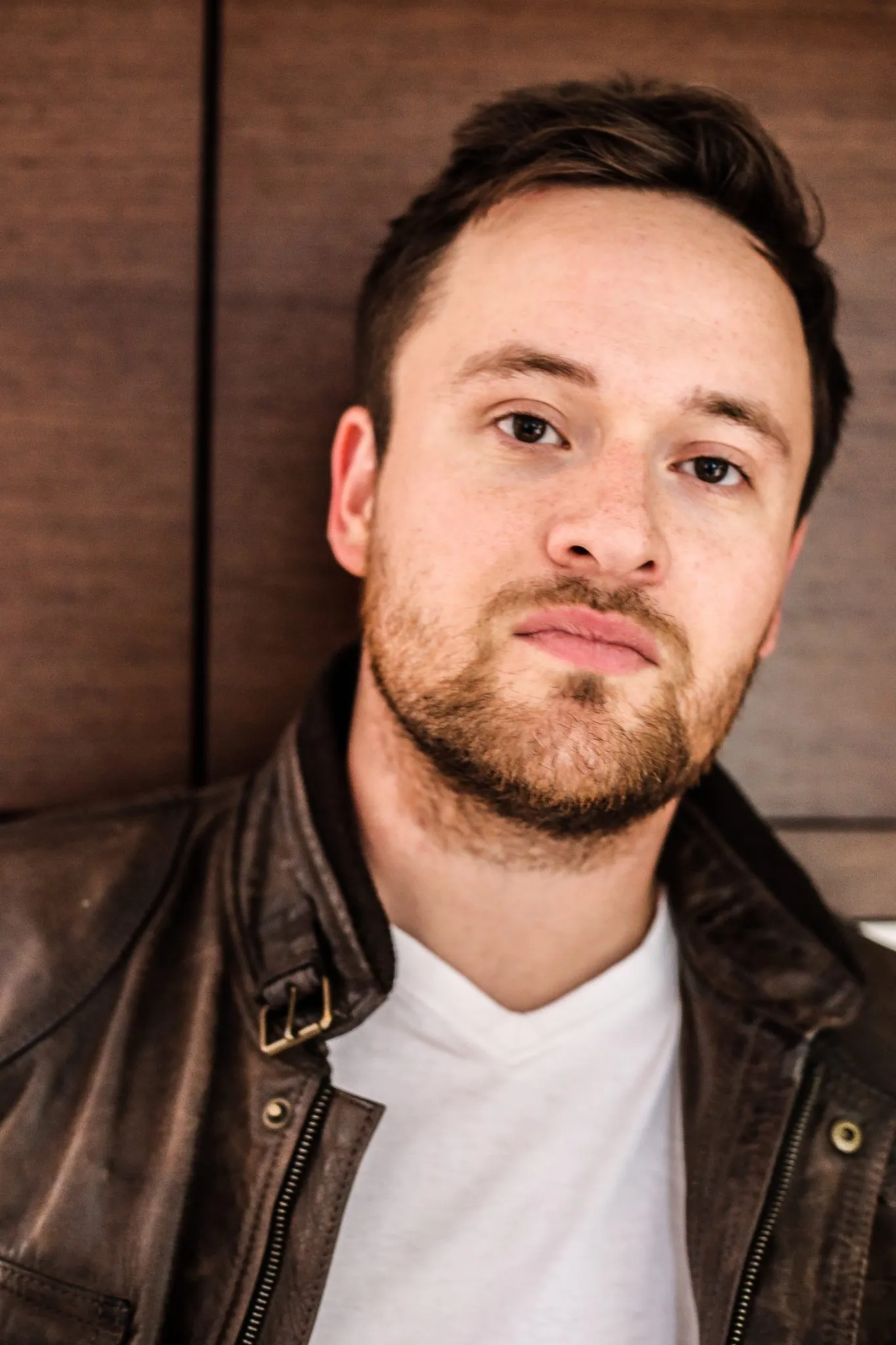
Lorris Andre Blazejewski (* 1986)

- Blazejewski, Maria (* 1991), amerikanische Basketballspielerin
- Blazejezak, Hermann (1912–2008), deutscher Leichtathlet
- Blazejko, David, australischer Schauspieler, Stuntman und Bodybuilder
- Blazejowski, Carol (* 1956), US-amerikanische Basketballspielerin und Sportmanagerin
- Blažek, Jan (* 1988), tschechischer Fußballspieler
- Blažek, Jaromír (* 1972), tschechischer Fußballtorhüter
- Blažek, Konrad (1839–1903), deutscher Genealoge und Heraldiker
- Blazek, Matthias (* 1966), deutscher freier Journalist, Historiker und Publizist
- Blažek, Pavol (* 1958), slowakischer Leichtathlet
- Blazek, Petra (* 1987), österreichische Handballspielerin
- Blažek, Vratislav (1925–1973), tschechischer Dramaturg, Filmszenarist und Liedertexter
- Blažeka, Đuro (* 1968), kroatischer Sprachforscher, Lexikograph, Pädagoge und kajkavischer Experte
- Blazer, Carel (1911–1980), niederländischer Fotograf und Widerstandskämpfer
- Blazer, Chuck (1945–2017), US-amerikanischer Fußballfunktionär
- Blazevic, Alain (* 1970), kroatischer Schauspieler
- Blažević, Alen (* 1986), kroatischer Handballspieler
- Blazevic, Benjamin (* 1995), österreichischer Basketballspieler
- Blažević, Darko (* 1984), kroatischer Cyclocross- und Straßenradrennfahrer
- Blažević, Goran (* 1986), kroatischer Fußballtorhüter
- Blažević, Jakov (1912–1996), jugoslawischer Politiker und Jurist
- Blazevic, Jurica (* 1994), österreichischer Basketballspieler
- Blažević, Miroslav (1935–2023), schweizerischer FußballtrainerMiroslav Blažević (1935–2023)

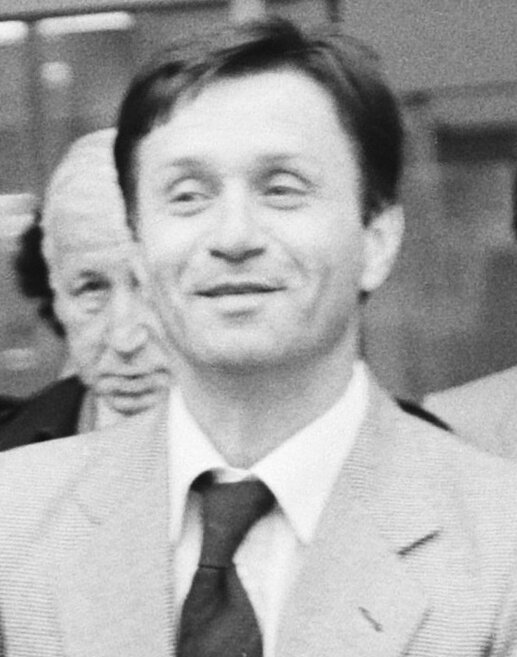
Miroslav Blažević (1935–2023)

- Blažević, Roko (* 2000), kroatischer Sänger
- Blažević, Valentina (* 1994), kroatische Handballspielerin
- Blaževiča, Jeļena (* 1970), lettische Weit- und Dreispringerin
- Blaževiča, Kristīne (* 2001), lettische Leichtathletin
- Blažewicz, Theoktist (1807–1879), orthodoxer Metropolit, Theologe, Grammatiker und Romanist der Bukowina

### Blazi
- Blažič, Miha (* 1993), slowenischer Fußballspieler
- Blažíček, Oldřich J. (1914–1985), tschechischer Kunsthistoriker
- Blažičko, Nikola (* 1977), kroatischer Handballspieler
- Blažíková, Hana (* 1980), tschechische Sopranistin und Harfenistin
- Blazinski, Marian (* 1988), deutsch-polnischer Leichtathlet

### Blazk
- Blažka, Vladimír (1920–1945), tschechoslowakischer Widerstandskämpfer und Attentäter
- Blažková, Barbora (* 1997), tschechische Skispringerin
- Blažková, Jaroslava (1933–2017), slowakische Journalistin und Schriftstellerin

### Blazn
- Blaznavac, Milivoje Petrović (1824–1873), serbischer Politiker und Offizier
- Blaznik, Jožef (1800–1872), slowenischer Verleger und Buchdrucker

### Blazo
- Blazon, Nina (* 1969), deutsche freie Journalistin, Autorin und Texterin
- Blazovich, László (* 1943), ungarischer Historiker

### Blazq
- Blázquez Margáin, Leopoldo (1880–1950), mexikanischer Botschafter
- Blázquez, Javier Chércoles (* 1964), Direktor im Modesektor, Universitätsprofessor und Krisenberater bei humanitären Katastrophen
- Blázquez, Joaquín (* 2001), argentinisch-italienischer Fußballtorwart
- Blázquez, Ricardo (* 1942), spanischer Geistlicher und emeritierter römisch-katholischer Erzbischof von Valladolid

### Blazu
- Błażusiak, Tadeusz (* 1983), polnischer Trial- und EndurofahrerTadeusz Błażusiak (* 1983)

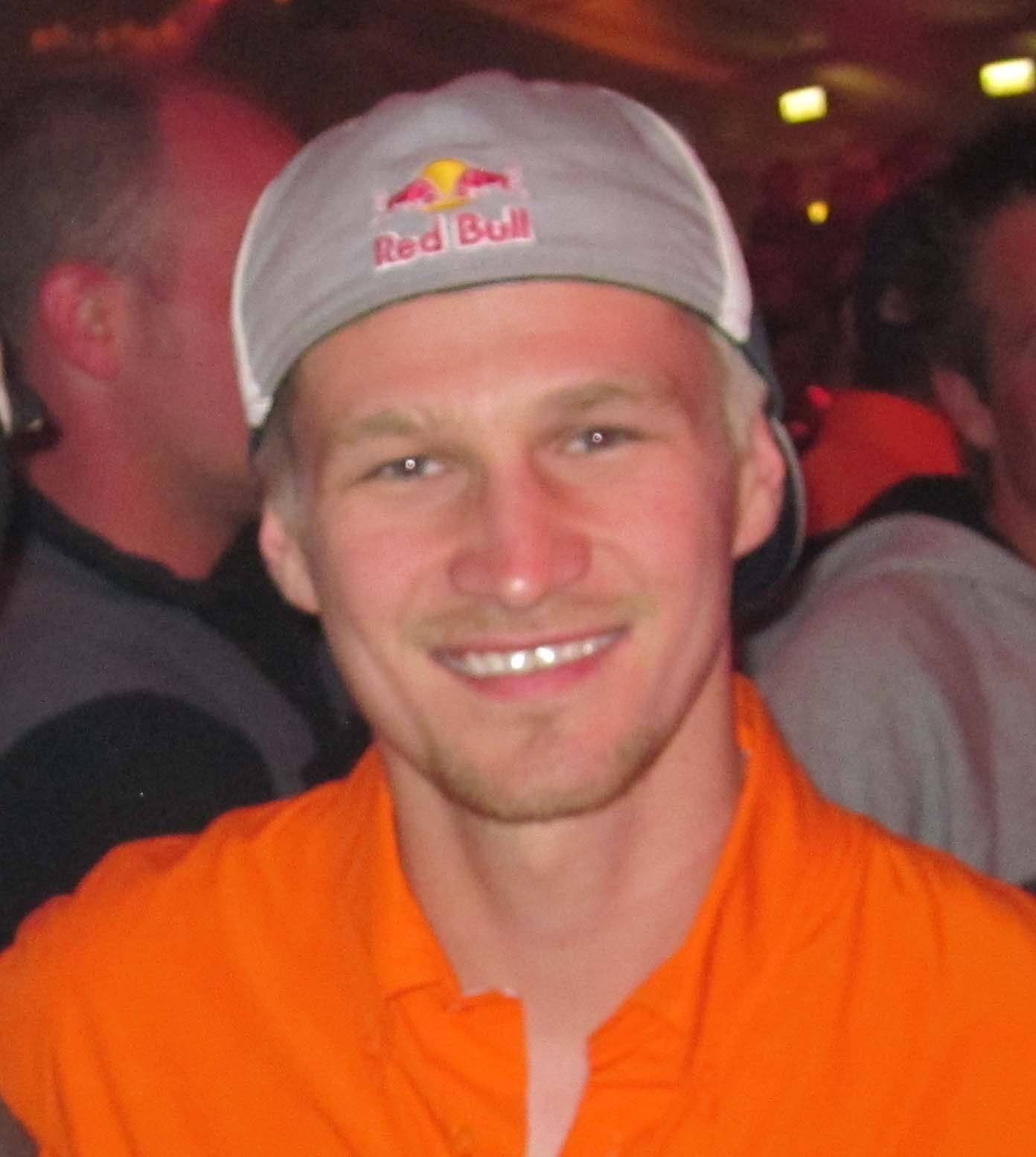
Tadeusz Błażusiak (* 1983)

### Blazy
- Błażyński, Leszek (1949–1992), polnischer Boxer
- Blažys, Almantas (* 1964), litauischer Politiker und Bürgermeister von Rokiškis
- Blažys, Česlovas Kazimieras (* 1943), litauischer Jurist und Politiker
- Blažytė, Jolanta (* 1965), litauische Managerin und Unternehmerin